# Томас Тьєссон Крістенсен
Томас Тьєссон Крістенсен (дан. Thomas Thiesson Kristensen, нар. 17 січня 2002, Гальтен, Данія) — данський футболіст, центральний захисник італійського клубу «Удінезе» та молодіжної збірної Данії.

## Ігрова кар'єра

### Клубна
Томас Тьєссон Крістенсен є вихованцем футбольної школи данського клубу «Орхус», куди він потрапив ще у віці 11-ти років.
У вересні 2020 року футболіст підписав з клубом професійний контракт. І його дебют у чемпіонаті Данії відбувся у травні 2021 року. У червні 2021 року Томас був нагороджений Премією імені Мартіна Йоргенсена. 1 грудня 2021 року Крістенсен підписав з «Орхусом» новий контракт, розрахований до грудня 2026 року.
В останній день літнього трансферного вікна 2023 року Томас Крістенсен підписав трирічний контракт з італійським клубом «Удінезе».

### Збірна
З 2022 року Томас Тьєссон Крістенсен є гравцем молодіжної збірної Данії.